# Vladimir Petrovič Potëmkin
Vladimir Petrovič Potëmkin (in russo Владимир Петрович Потёмкин?; Tver', 19 ottobre 1874, 7 ottobre del calendario giuliano – Mosca, 23 febbraio 1946) è stato un politico e diplomatico sovietico.

## Biografia
Laureato nel 1898 presso la facoltà di filologia dell'Università di Mosca, fu attivo nel movimento socialdemocratico dal 1903 ed ammesso nel Partito Comunista Russo (bolscevico) nel 1919. Durante la Guerra civile russa fu capo dell'Ufficio politico del Fronte occidentale e poi di quello meridionale, e successivamente membro del Consiglio militare rivoluzionario della 6ª armata. Ebbe poi incarichi diplomatici in Francia e in Turchia; qui divenne Console generale (1924-1926) e consigliere dell'ambasciatore (1926-1929). Fu poi a sua volta ambasciatore sovietico in Grecia (1929-1932), Italia (1932-1934) e Francia (1934-1937). Dal 1937 al 1940 fu primo vicecommissario del popolo per gli affari esteri dell'URSS e dal 1940 al 1946 fu Commissario del popolo all'istruzione della RSFS Russa. Dal 1943 fu inoltre membro dell'Accademia delle scienze dell'URSS.